# Независимость (газета)
«Независимость» — русскоязычная украинская еженедельная газета, выходившая с 1938 по 2002 годы.

## История
Газета была основана в апреле 1938 года под названием «Сталинское племя» и являлась органом ЦК ЛКСМУ. В 1941—1943 годах газета не выходила в связи с немецкой оккупации Украины в годы Великой Отечественной войны. Выпуск газеты был возобновлён 1 января 1944 года. С 1961 по сентябрь 1991 года выходила под названием «Комсомольское знамя», с сентября по декабрь 1991 года — «КоЗа», с декабря 1991 года — «Независимость».
В 1979 году газета была награждена «Орденом Дружбы народов».
До 1992 года газета выходила 4—5 раза в неделю, с 1992 года — 2—7 раза в неделю.
К 1991 году тираж газеты достиг 1 млн экземпляров, к 2002 году — 10 тыс экземпляров.
Выпуск газеты был прекращён в 2002 году.

## Редакторы
- Л. Андриенко (1944—1949)
- С. Иванов (1947—1954)
- О. Капто (1961—1966)
- Л. Стефанович (1965—1969)
- А. Мельниченко (1966—1971)
- В. Прокопенко (1969, 1970)
- Г. Крымчук (1971—1972)
- Н. Кипоренко (1971—1977)
- И. Лубченко (1969—1975)
- А. Прядко (1975—1981)
- Ю. Константинов (1981—1986)
- В. Оваденко (1985—1989)

## Награды
- 1979 — Орден Дружбы народов